# Orde del Mèrit Militar (Württemberg)
L'Orde del Mèrit Militar (alemany: Militärverdienstorden) era un orde militar del Regne de Württemberg, un estat membre de l'imperi Alemany. Va ser un dels ordes militars dels estats de l'Imperi Alemany més antic. Va ser creat pel Duc de Württemberg Carles Eugeni com l'Orde Militar de Carles (Militär-Carls-Orden), sent redenominada com a pel rei Friedrich I l'11 de novembre de 1806.
Durant el segle xix i inicis del XX va estar soferta a diverses revisions, i va quedar obsoleta el 1919 amb la caiguda de la monarquia de Württemberg després de la derrota d'Alemanya a la I Guerra Mundial.
Era atorgat als oficials de Württemberg per valentia i pels mèrits excepcionalment meritoris en combat.

## Classes
Estava dividida en 3 classes:
- Großkreuz (Gran Creu)
- Kommandeurkreuz (Creu de Comandant)
- Ritterkreuz (Creu de Cavaller)

Normalment, el rang del receptor determinava quin grau rebria de l'orde. Entre 1799 i 1919, es van atorgar unes 95 Grans Creus, 214 creus de Comandant i 3.128 creus de Cavaller, sent la major part de concessions durant la I Guerra Mundial (aquestes xifres només es refereixen als nadius de Württemberg)
També podia ser atorgada als oficials dels països aliats.

## Receptors notables
- Duc Albrecht de Württemberg
- Gottlob Berger
- Oswald Boelcke
- Wilhelm Groener
- Paul von Hindenburg
- Franz Ritter von Hipper
- Erich Ludendorff
- Helmuth von Moltke el Vell
- Karl August Nerger
- Manfred Freiherr von Richthofen
- Erwin Rommel
- Rupprecht, Príncep de Baviera
- Reinhard Scheer
- Hugo Sperrle
- Julius von Verdy du Vernois
- Otto Weddigen
- Arthur Wellesley, 1r duc de Wellington

## Disseny
Una creu pattée en esmalt blanc. Al centre hi ha un medalló en esmalt blanc, envoltat d'un anell en esmalt blau en el que als dos costats apareix la llegenda "FURCHTLOS UND TREW" ("Valent i lleial"). A l'anvers, al medalló apareix una corona de llorer en esmalt verd, mentre que al revers apareix el monograma del rei de Württemberg del moment de la concessió.
La creu tenia la mateixa mida per a les classes Gran Creu i Comandant, sent una mica més petita per a la classe Cavaller. Les classes Gran Creu i Comandant (i des de 1870 també la Creu de Cavaller) lluïen una corona a la part superior, corona que va ser eliminada de tots els graus el 25 de setembre de 1914.
L'estrella de l'orde, atorgada amb la Gran Creu, era una estrella de 8 puntes en plata vorejada d'or amb el medalló de l'anvers de la creu.
Penja d'una cinta groga amb una franja negra a prop de les puntes. Després de novembre de 1917, quan es lluïa el galó sense la medalla, aquest portava una corona de llorer en esmalt per distingir-la de les altres medalles amb les que compartia disseny de cinta.
Entre 1818 i 1914 el galó era blau.
| Galons              |            |                       |
| 1759-1818/1914-1917 |            |                       |
| Cavaller            | Comendador | Gran Creu de Cavaller |
| 1818-1914           |            |                       |
| Cavaller            | Comendador | Gran Creu de Cavaller |
| 1917-1918           |            |                       |
| Cavaller            | Comendador | Gran Creu de Cavaller |